# Деак-Бардош, Михай
Михай Деак-Бардош (венг. Deák-Bárdos Mihály, р.30 января 1975) — венгерский борец греко-римского стиля, чемпион Европы, призёр чемпионатов мира.

## Биография
Родился в 1975 году в Мишкольце. В 1997 году стал серебряным призёром чемпионата мира, а на чемпионате Европы занял 11-е место. В 1998 занял 4-е место на чемпионате Европы, и 9-е — на чемпионате мира. В 1999 году занял 7-е место на чемпионате мира, и 15-е — на чемпионате Европы. В 2000 году стал бронзовым призёром чемпионата Европы, а также принял участие в Олимпийских играх в Атланте, где стал 11-м. В 2001 году стал чемпионом Европы и серебряным призёром чемпионата мира. В 2002 году и на чемпионате Европы, и на чемпионате мира стал обладателем серебряных медалей, в 2003 году повторил этот результат. В 2004 году принял участие в Олимпийских играх в Афинах, но занял в итоге лишь 10-е место. В 2005 году стал серебряным призёром чемпионата мира, но на чемпионате Европы был лишь 7-м. На чемпионатах мира 2006 и 2007 годов занимал 5-е места. В 2008 году занял 18-е место на чемпионате Европы, а также принял участие в Олимпийских играх в Пекине, где стал 8-м. В 2009 году стал бронзовым призёром чемпионата Европы, а на чемпионате мира занял 8-е место. В 2010 году занял 10-е место на чемпионате Европы, и 18-е — на чемпионате мира. В 2011 году стал бронзовым призёром чемпионата Европы, и занял 5-е место на чемпионате мира. В 2012 году занял 5-е место на чемпионате Европы, а также принял участие в Олимпийских играх в Лондоне, но стал там лишь 11-м. На чемпионате мира 2013 года занял 5-е место.